# PlayStation
PlayStation je porodica konzola koju je razvila japanska tvrtka Sony početkom 1990-ih godina. Konzola je puštena u prodaju 3. prosinca 1994. u Japanu po cijeni od 387 $ (37.000 yena). U Hrvatskoj je konzola službeno puštena u prodaju u srpnju 1997. godine.
Do 2006. godine konzola se prodala u 100 milijuna primjeraka. Postala je istoznačnicom i uzorom za druge konzole koje su se pojavile krajem 20. stoljeća.

## Nastanak
Tvrtka Nintendo pristupila je Sonyju radi razvijanja CD-ROM-ovskog dodatka "PlayStation" za igraću konzolu SNES. Kodno ime konzole je bilo PSX. Nakon što se razvio dodatak, Sony je tražio 60 % dobiti od svih prodaja "PlayStationa", kao i isti postotak za svaku igru koju se izdalo u "CD-ROM" formatu za SNES. Nakon što je ugovor raskinut, Sony je umjesto napuštanja projekta nastavio s razvojem kako bi na kraju razvili cjelovitu igraću konzolu. 
Nintendo je nakon ovih događaja uložio žalbu Federalnom sudu u SAD-u radi sprječavanja prodaje nove konzole. Temelj Nintendove tužbe bila je ta da je ime "PlayStation" njihovo vlasništvo te da je tvrtka Sony prekršila osnove ugovora. Sudac koji je presjedao ovom slučaju odbacio je tužbu i nije opunomoćio zabranu prodaje igraće konzole PlayStation.

## Inačice
- PlayStation (1995.)
  - Net Yaroze (mogla je programirati igre na PC-u i moglo se je na njoj igrati izvorne igre iz sve 3 regije, izašla je 1997. u crnoj verziji)
  - PSone (umanjena inačica)
- PlayStation 2 (2000.)
  - PS2 Slimline (2004.)
- PSX (2003.) – DVR (Digital Video Recorder) uređaj izašao samo u Japanu. Imao je uglavnom sve najbitnije funkcije AV prijamnika no ono što ga moze svrstati u kategoriju igraćih konzola je to sto je u potpunosti podupirao PS i PS2 igre zbog objedinjenog hardvera.
- PSP- PlayStation Portable (2005.)
- PlayStation 3 (2006.)
  - PS3 Slim (2009.)
  - PS3 Super Slim (2012.)
- PlayStation Vita (2012.)
  - PlayStation TV (2014.)
- PlayStation 4 (2013.)
  - PS4 Slim (2016.)
  - PS4 Pro (2016.)
- PlayStation 5 (2020.)

## PlayStation u popularnoj kulturi
PlayStation je zbog svoje popularnosti postao sinonim za igraće konzole u popularnoj kulturi te se pojavljivao na mnogo filmova i TV serija (Prijatelji).

## Vanjske poveznice
- Službene stranice porodice igraćih konzola Playstation